# Dome S101
La Dome S101 è una vettura da competizione realizzata dalla Dome nel 2001.

## Sviluppo
La S101 segnò il ritorno del costruttore nipponico sullo scenario delle competizioni Endurance dopo aver trascorso diverso tempo nelle formule a ruote scoperte e nel JGTC.

## Tecnica
Come propulsore la vettura era equipaggiata con un propulsore Judd GV4 V10 dalla potenza di 608 cavalli con 475 Nm di coppia gestito da un cambio Xtrac sequenziale a sei velocità. Il telaio era del tipo monoscocca a nido d'ape composto in fibra di carbonio mista ad alluminio. Le sospensioni erano composte da doppi bracci trasversali in configurazione push-rod con molle elicoidali, mentre l'impianto frenante era composto da quattro freni a disco ventilati in fibra di carbonio. L'impianto di illuminazione comprendeva tre fari, due laterali ed uno centrale.

## Attività sportiva
La vettura fu schierata per la prima volta alla 24 Ore di Le Mans del 2001. Appartenente al team Holland e pilotata da Jan Lammers, la vettura si qualificò quarta e condusse per un breve periodo la corsa, prima che Audi e Bentley prendessero il sopravvento. Pur non ottenendo mai risultati di rilievo a Le Mans, la S101 si aggiudico il FIA World Sportscar Championship del 2002.